# Xonas
Xonas (em inglês, Shona) são um grupo de povos de línguas bantas que habitam o Zimbábue, a norte do rio Lundi, e no sul de Moçambique. São notáveis por suas peças de ferro, cerâmica e música. Se subdividem em manicas, ndaus, zezurus, carangas e tonga-corecore, num total de cerca de 12 000 000 de pessoas, que falam uma série de dialetos relacionados cuja forma normalizada é também conhecida como xona.
Um pequeno grupo de imigrantes falando xona dos anos 1800 também vivem na Zâmbia, no vale do rio Zambeze, na área de Chieftainess Chiawa. O povo xona é tradicionalmente agrícola, cultivando feijão, amendoim, milho, abóboras, e batata-doce.

## Etimologia
Acredita-se que o nome "xona" surgiu no século XVII. A palavra hindi para "ouro" é sona, e a palavra guzerate correspondente é sona ou sonu. Sonu significa "bonito" em sânscrito. Em língua panjabi, sohna significa "bonito". O Império Monomotapa era conhecido como "terra de sona". Ken Mufuka, em seu livro Dzimbahwe, cita o exemplo do viajante árabe Ibu Said (1214-1286), que escreveu sobre um certo povo chamado Soyouna que habitava a Zambézia.

## Subdivisão
Os xonas se dividem em várias tribos. 
- Membros seguros (10 700 000):
  - Carangas ou xonas do sul (aproximadamente 4 500 000)
    - Duma
    - Njiva (mrewa)
    - Jena
    - Mhari (Mari)
    - Ngova
    - Nyubi
    - Govera

  - Zezurus ou xonas centrais (3 200 000)
    - Budya
    - Gova
    - Tande
    - Tavara
    - Nyongwe
    - Pfunde
    - Shangwe

  - Corecore ou xonas do norte (1 700 000)
    - Shawasha
    - Gova
    - Mbire
    - Tsunga
    - Kachikwakwa
    - Harava
    - Nohwe
    - Njanja
    - Nobvu
    - Kwazvimba (Zimba)

  - xona estrito 
    - Toko
    - Hwesa
- Membros ou parentes próximos: 
  - Manyika ou xona do leste (1 200 000)[8] no Zimbábue (861 000) e Moçambique (173 000).
  - Língua xindau [9] em Moçambique (1 580 000) e Zimbábue (800 000). Sua língua é apenas parcialmente inteligível pelos principais dialetos xonas. Possui sons de clique que não ocorrem na língua xona padrão.

## Língua e identidade
Quando o termo "xona" foi inventado durante o mfecane no final do século XIX, possivelmente pelo rei matabele Mzilikazi, era um termo pejorativo para não angunes. Por um lado, se argumenta que não havia a consciência de uma identidade comum entre os povos que formam hoje os xonas. Por outro lado, o povo xona das terras altas do Zimbábue sempre teve uma vívida memória de reinos antigos, sempre identificados com o Império Monomotapa. Os termos "caranga"/"calanga"/"calaca", hoje o nome de grupos especiais, parecem ter se referido a todos os xonas antes do mfecane.
Embora o xona padrão seja falado em todo o Zimbábue, os dialetos ajudam a identificar a região da pessoa (por exemplo, um manyika deve ser do leste do país) e seu grupo étnico.

## Cultura

### Subsistência
Os xonas são, tradicionalmente, agrícolas. Plantam sorgo (na idade moderna, substituído pelo milho), inhame, feijão, banana (desde meados do primeiro milênio), Vigna subterranea e, a partir do século XVI, abóbora. Sorgo e milho são usados no preparo do sadza (papa) e do hwahwa (cerveja). Os xonas também criam bois e cabras em regime de transumância. A pecuária tem grande importância como reserva alimentar em períodos de seca.
Desde antes do período colonial, os estados xonas já obtinham grande parte de sua receita a partir da mineração, especialmente de ouro e cobre.

### Habitação
Suas casas tradicionais (musha) são cabanas circulares com funções específicas, como cozinha por exemplo.

### Arte e artesanato
Os xonas são conhecidos pela alta qualidade de suas esculturas em pedra. Sua cerâmica tradicional também é de alto nível. A música tradicional xona, em contraste com a música europeia mas em consonância com a música africana, tende a ter melodias constantes e ritmos variáveis. Depois do tambor, o instrumento mais importante é a mbira. O canto também é importante. As famílias costumam se reunir para cantar canções tradicionais.

## História
Os carangas, a partir do século XI, criaram vários estados no platô zimbabuano. Esses estados incluíram o Grande Zimbábue (séculos XII-XVI), o estado Butua, o Império Monomotapa (que sucedeu o Grande Zimbábue) e o estado Rozui (que sucedeu o estado Butua). Esses reinos foram destruídos por novos povos que chegaram ao platô. Os matabeles destruíram o estado Rozui na década de 1830, e os portugueses lentamente destruíram o estado Monomotapa, que havia se expandido até o litoral de Moçambique graças a seu sucesso em fornecer bens comerciais aos comerciantes suaíles, árabes e leste-asiáticos, especialmente ouro. Os britânicos destruíram o poder tradicional local em 1890 e colonizaram o platô da Rodésia. Em Moçambique, o governo colonial português enfrentou os remanescentes do estado Monomotapa até 1902.

## Crenças
Atualmente, entre sessenta e oitenta por cento dos xonas são cristãos. Mas as crenças tradicionais xonas ainda continuam vívidas entre eles. As mais importantes são o culto dos ancestrais e o totemismo. 

### Ancestrais
De acordo com a tradição xona, a vida pós-morte não acontece num outro mundo, como o céu e o inferno cristãos, mas como uma outra forma de existência neste mesmo mundo em que vivemos. A atitude xona em relação aos ancestrais mortos é muito semelhante à sua atitude em relação a seus parentes vivos. Existe um famoso ritual para contactar os mortos: se chama bira e costuma durar a noite toda.

### Totens
No Zimbábue, os totens (mutupo) têm sido usados pelos xonas desde os primórdios de sua cultura. Os totens identificam os diferentes clãs entre os xonas que historicamente compunham as dinastias de sua civilização antiga. Hoje, até 25 totens diferentes podem ser identificados entre os xonas, e existem outros similares entre outros grupos sul-africanos, como os tsuanas, os zulus, os andebeles e os hereros.
Pessoas do mesmo clã usam os mesmos totens, como Shato/Mheta (píton), Shiri/Hungwe (águia-pescadora), Mhofu/Mhofu Yemukono/Musiyamwa (elande), Mbizi/Tembo (zebra), Shumba (leão), Mbeva/Hwesa/Katerere (rato), Soko (macaco), Nzou (elefante), Ngwena (crocodilo) e Dziva (hipopótamo). Exemplos de totens de partes do corpo são Gumbo (perna), Moyo (coração) e Bepe (pulmão). Esses grupos ainda se subdividem por gênero. Por exemplo, o grupo da zebra se subdivide em madhuve (fêmeas) e Dhuve ou Mazvimbakupa (machos). Pessoas com o mesmo totem descendem de um ancestral comum (o fundador do totem) e não podem se casar ou ter relações íntimas entre si.

#### Órfãos
O sistema de totens é um grande problema para muitos órfãos, especialmente para bebês abandonados. As pessoas têm medo de serem punidas por fantasmas, caso elas infrinjam regras do totem desconhecido da criança abandonada. Como consequência, é muito difícil encontrar pais adotivos para tais crianças. E, se essa crianças crescem, elas têm dificuldades na hora de se casar.

#### Enterros
A identificação pelo totem tem ramificações muito importantes nas cerimônias tradicionais, como a cerimônia do enterro. Uma pessoa com um totem diferente não pode iniciar o enterro do falecido. Uma pessoa do mesmo totem, mesmo quando proveniente de outra tribo, pode iniciar o enterro do falecido. Por exemplo, um matabele do totem Mpofu pode iniciar o enterro de um xona do totem Mhofu, e isso é perfeitamente aceitável na tradição xona. Porém, um xona de um totem diferente não pode desempenhar as funções rituais necessárias para iniciar o enterro do falecido.
Se uma pessoa inicia o enterro de alguém de um totem diferente, corre o risco de pagar uma multa à família do falecido. Tais multas eram tradicionalmente pagas com gado ou cabras, mas hoje em dia podem ser solicitadas quantias substanciais. Caso eles enterrassem seus familiares mortos, eles voltariam em algum momento para limpar a pedra do enterro. 

## Política
Robert Mugabe pertence à etnia zezuru. Os carangas proveram a maior parte das forças de luta e líderes militares que lutaram no Exército de Liberação Nacional Africano do Zimbábue (ZANLA) na Guerra Civil da Rodésia.
O ZANLA foi essencialmente xona na composição, enquanto o grupo rival Exército Revolucionário do Povo do Zimbábue (ZIPRA) surgiu a partir do grupo étnico matabele, que é separado do xona, embora relacionado a ele.

## Xonas notáveis
- Nehanda Charwe Nyakasikana
- Nelson Chamisa
- Jackson Mutero Chirenje
- Dereck Chisora
- Herbert Chitepo
- Constantino Chiwenga
- Stella Chiweshe
- Phillip Chiyangwa
- Chartwell Dutiro
- Danai Gurira
- Thomas Mapfumo
- Chiwoniso Maraire
- Dumisani Maraire
- Strive Masiyiwa
- Paul Tangi Mhova Mkondo
- Emmerson Mnangagwa
- Oliver Mtukudzi
- Grace Mugabe
- Robert Mugabe
- Joyce Mujuru
- Solomon Mujuru
- Jah Prayzah
- Shingai Shoniwa (da banda de música Noisettes)
- George Tawengwa
- Tererai Trent
- Morgan Tsvangirai
- Winky D
- Douglas Togarasei Mwonzora